# دیر عطیه
دیر عطیة (به عربی: دیر عطیة) یک منطقهٔ مسکونی در سوریه است که در شهرستان النبک واقع شده‌است.

## خصوصیات
دیر عطیة ۱۰٬۹۸۴ نفر جمعیت دارد و ۱٬۲۵۰ متر بالاتر از سطح دریا واقع شده‌است.